# Ongeronde halfgesloten voorklinker
De ongeronde halfgesloten voorklinker of ongeronde gesloten-mid voorklinker is een klinker waarvan de articulatie de volgende kenmerken bezit:
- Het is een halfgesloten klinker, wat betekent dat de tong zich ongeveer halverwege de articulatie van een gesloten klinker en die van een middenklinker bevindt.
- Het is een voorklinker.
- Het is een ongeronde klinker.

## Voorbeelden
- Nederlands [e]?:
  - Voorbeelden: vreemd [vreːmt]?
- Frans [e]?: é; e, ai, ay (met name in de uitgangen -et, -ez en -er)
  - Voorbeelden: essayez [eseje]? (probeer!), sécher [seʃe]? (drogen)
- Duits [e]?:
  - Voorbeelden: beten [be:tən]? (bidden), Xerographie [kseʁɢgʁafi:]? (xerografie)
- Engels [e]?:
  - Voorbeeld: bed [bed]? (bed)